# Estación de Veguellina
Veguellina es una estación ferroviaria situada en la localidad de Veguellina de Órbigo, en el municipio español de Villarejo de Órbigo en la provincia de León, comunidad autónoma de Castilla y León. Dispone de servicios de Larga Distancia y Media Distancia operados por Renfe.

## Situación ferroviaria
La estación se encuentra en el punto kilométrico 157,876 de la línea férrea de ancho ibérico que une León con La Coruña a 811 metros de altitud, entre las estaciones de Villavante y Barrientos. El tramo es de vía única y está electrificado.

## Historia
La estación fue abierta al tráfico el 16 de febrero de 1866 con la puesta en marcha del tramo León-Astorga de la línea que pretendía unir Palencia con La Coruña. La Compañía de los Ferrocarriles del Noroeste de España constituía en 1862 fue la encargada de la construcción y explotación del trazado. En 1878, apremiada por el Estado para que concluyera sus proyectos en marcha Noroeste se declaró en quiebra tras un intento de fusión con MZOV que no prosperó. Fue entonces cuando la estación pasó a manos de la Compañía de los Ferrocarriles de Asturias, Galicia y León creada para continuar con las obras iniciadas por Noroeste y gestionar sus líneas. Sin embargo la situación financiera de esta última también se volvió rápidamente delicada siendo absorbida por Norte en 1885. En 1941, la nacionalización del ferrocarril en España supone la desaparición de esta última y su integración en la recién creada RENFE.. 
Desde el 31 de diciembre de 2004 Renfe Operadora explota la línea mientras que Adif es la titular de las instalaciones ferroviarias.

## El edificio
La históricamente conocida como línea Palencia-La Coruña cruza la localidad de Veguellina de este a oeste.  
La estación de Veguellina fue una de las primeras inauguradas por la reina Isabel II en 1866 y es una de las pocas que aún mantienen su estructura original. Es una estación de tercera clase excepcional (24 metros). De todas las supervivientes es las que presenta un estado más cercano al original ya que conserva los vanos originales de las ocho puertas y la marquesina original, que protege el andén lateral.
En la actualidad, la marquesina precisa de rehabilitación urgente. Hay grietas en el hierro fundido, oxidación y deformaciones producidas por el paso del tiempo y la falta de mantenimiento. La estación no cuenta con ningún tipo protección por parte de las instituciones.
El edificio para viajeros es una sencilla estructura de base rectangular y planta baja con disposición lateral a las vías. Dispone de dos andenes, uno lateral y otro central, al que acceden la vía principal y una derivada. 

## Servicios ferroviarios

### Larga Distancia
Veguellina dispone de servicios de Larga Distancia que la conectan con Ponferrada y Madrid-Chamartín-Clara Campoamor, operados como trenes Intercity.

### Media Distancia
Los servicios de Media Distancia de Renfe que tienen parada en la estación enlazan Veguellina con las ciudades de León y Ponferrada.